# Work in Progress (série télévisée)
Work in Progress est une série télévisée américaine en 18 épisodes d'environ 25 minutes créée par Abby McEnany et Tim Mason, écrite et adaptée par McEnany, Mason et Lilly Wachowski, réalisée par Mason, et entre depuis le 8 décembre 2019 et le 10 octobre 2021 sur Showtime.
La série met en vedette Abby McEnany dans un rôle semi-autobiographique aux côtés de Karin Anglin, Celeste Pechous, Julia Sweeney (dans une version fictive d'elle-même) et Theo Germaine. La série entière a été entièrement produite à Chicago et a reçu de bonnes critiques.
En France, la série est diffusée depuis [Quand ?] sur Canal+. Elle reste inédite dans les autres pays francophones.

## Synopsis
Une femme qui s'identifie comme « gouine grasse et queer » entame une relation qui la transforme.

## Distribution

### Acteurs principaux
- Abby McEnany (VF : Sophie Riffont) : Abby, « grosse gouine queer » de 45 ans qui lutte contre la dépression et l'anxiété.
- Karin Anglin (VF : Dominique Westberg) : Alison, sœur d'Abby.
- Celeste Pechous (VF : Olivia Nicosia) : Campbell, amie d'Abby.
- Julia Sweeney (VF : Élisabeth Fargeot) : Version romancée d'elle-même.
- Theo Germaine (VF : Youna Noiret) : Chris, barista de 22 ans, homme trans, qui noue en relation avec Abby.

### Acteurs récurrents
- Armand Fields (VF : Jean-Michel Vaubien) : King
- Gerard Neugent (VF : Yann Peira) : Mike
- Echaka Agba (VF : Laura Zichy) : Melanie
- Mary Sohn (VF : Christine Braconnier) : Susan
- Bruce Jarchow (VF : Bernard Alane) : Edward
- Tyler Anthony Davis (VF : Jim Redler) : Jamal
- Lauren Viteri (VF : Clara Quilichini) : Megan

### Invité
- "Weird Al" Yankovic (VF : Éric Marchal) : Version romancée de lui-même, jouant le mari de Julia[5],[6].

 Source et légende : version française (VF) sur RS Doublage et Doublage Séries Database

## Production
Michael Ognisanti a été directeur de la photographie de la série. Comme la série est inspirée par la vie d'Abby McEnany, le défi pour Ognisanti a été de capturer l'authenticité de l'histoire tout en respectant le look de la série. Pour cette raison, le tournage a eu lieu dans des lieux réels, principalement des intérieurs de nuit, et pour l'éclairage, il a utilisé la lumière disponible augmentée de petites LED, afin d'éviter un aspect artificiel. En raison du style improvisé du jeu, Ognisanti a utilisé deux caméras Arri Alexa Mini, pour avoir plus de chance de saisir les moments non scénarisés impossible à recréer après coup. Les caméras étaient équipées d'objectifs Zeiss Super Speed. Ognisanti a dessiné toute la série sur la base des données de Mason sur Cinema 4D avant de tourner sur place.
Le 13 janvier 2020, la série est renouvelée pour une deuxième saison.
Le 27 janvier 2022, la série est annulée.

## Épisodes

### Première saison (2019-2020)
1. 180 Almonds
2. 176, 172, 171
3. 162
4. 161, 153, 137, 122, 106, 104, 102 (We're Still Counting Almonds.)
5. 66, 65, 64, 62
6. 15, 14 (1re partie)
7. 14 (2e partie), 12, 11, 10
8. 3, 2, 1

### Deuxième saison (2021)
Elle a été diffusée à partir du 22 août 2021.
1. Life Got in the Way
2. Everything’s Fine, Everything’s Okay
3. Two Queens on Two Queens
4. Apologies and Their Fluctuating Nature
5. Take Your Child to Work Day
6. Eleanor Roosevelt
7. Oh Say Can You See
8. FTP
9. Hey, Dad
10. I Release You

## Accueil critique
La réception critique de la première saison a été positive. Rotten Tomatoes, fait état d'une approbation critique à 100% avec une note moyenne de 7,89 / 10 sur la base de 20 avis. L'avis détaillé du site se lit comme suit : « Aussi radicalement hilarant qu'inconfortable, Work in Progress est un début stupéfiant pour la co-créatrice et star Abby McEnany. » Sur Metacritic, qui utilise une moyenne pondérée, la saison se voit attribuer un score de 78 sur 100, sur la base de 9 critiques, indiquant "des critiques généralement favorables".